# Rîșcani
Rîşcani es una localidad de Moldavia, en el distrito (Raión) de Rîşcani.
Se encuentra a una altitud de 140 m sobre el nivel del mar.
Se sitúa a medio camino entre Edineț, Glodeni y Bălți.

## Demografía
Según estimación 2010 contaba con una población de 10 722 habitantes.